# 川崎良
川崎 良 (かわさき りょう)は、日本の男性放送作家、アニメーション脚本家である。兄は放送作家の
河野洋、息子は脚本家のガクカワサキ。

## 参加作品

### ニュース・情報番組
- パソコンサンデー（構成）
- シューイチ（作家）

### バラエティ番組
- ジャングルTV 〜タモリの法則〜（構成）
- おもいッきりDON!（構成）
- ドリフ大爆笑（構成）
- 土曜大好き!830 (構成)
- ゲバゲバ90分!+30（作家）
- クイズ世界はSHOW by ショーバイ!!（構成）
- 熱血!平成教育学院（構成）
- DON!（構成）
- 平成教育予備校（構成）
- おもいッきりイイ!!テレビ（構成）
- ウソップランド（作家）
- クイズ!早くイッてよ（構成）
- ミンナのテレビ（構成）
- メンB（構成）
- ウタワラ（構成）
- 1年1組 平成教育学院（構成）
- 今夜は営業中!（構成）
- ピカイチ（構成）
- 新伍&紳助のあぶない話（構成）
- ラリーKING（構成）
- スピード査定バラエティ カラクリマネー（構成）
- 噂的達人（構成）
- マチャミの名曲100選 心に残るこの一曲「あの時聴いた、歌ったのはこんな歌」（構成）
- らくらく!大人倶楽部（構成）
- かってに!ブラボーAWARD（構成）
- OH!たけし（構成）
- 平成教育委員会（構成）
- クイズ!その時どうした!!（構成）
- 平成教育学院☆放課後（構成）
- ジャパン☆ウォーカー（構成）
- 気分はパラダイス（構成）
- 香取慎吾のアジアのMIKATA（構成）

### テレビアニメ
- ドラえもん (1979年のテレビアニメ)（脚本）
- スッキリ!!・クロラ The Sukkiri Crawlers（脚本）
- GO! レスラー軍団（脚本）
- 釣りバカ日誌 (2002年11月2日 - 2003年9月13日、全37話) シリーズ構成（途中から）、10本執筆
- ふたりはプリキュア (2004年2月1日 - 2005年1月31日、全49話) シリーズ構成 、14本執筆
- ふたりはプリキュア Max Heart (2005年2月7日 - 2006年1月30日、全47話) シリーズ構成 、10本執筆

### 劇場アニメ
- ペンギンズ・メモリー 幸福物語（脚本）

### 漫画
- ナンバーワン!（原作）